# Amentotaxus
Amentotaxus là một chi thực vật bao gồm năm loài, được xử lý trong họ Cephalotaxaceae, hoặc trong họ Taxaceae khi họ đó được xem xét theo nghĩa rộng. Chi này là loài đặc hữu của vùng cận nhiệt đới Đông Nam Á, từ Đài Loan phía tây qua miền nam Trung Quốc đến Assam ở phía đông Himalaya và phía nam đến Việt Nam. Loài này là cây bụi thường xanh và cây gỗ nhỏ cao từ 2–15 m.

## Các loài
Chi này có các loài sau:
Amentotaxus argotaenia

Amentotaxus assamica

Amentotaxus formosana

Amentotaxus hatuyenensis

Amentotaxus poilanei

Amentotaxus yunnanensis